# Damiano David
Damiano David (Roma, 8 gennaio 1999) è un cantautore italiano.
È noto principalmente come frontman dei Måneskin, con cui ha vinto la 71ª edizione del Festival di Sanremo e la 65ª edizione dell'Eurovision Song Contest. Nel settembre 2024 ha avviato un progetto solista con il singolo Silverlines.

## Biografia

### Gli esordi
Nato a Roma e cresciuto nel quartiere di Bravetta, è il secondogenito di Daniele David e Rossella Scognamiglio, entrambi assistenti di volo. Ha un fratello maggiore di nome Jacopo, nato nel 1996. Il lavoro dei genitori gli ha permesso di viaggiare molto durante l'infanzia e l'adolescenza, e di imparare l'inglese. Fino all'età di 17 anni, ha giocato a basket come playmaker nel club locale Eurobasket Roma. Ha frequentato il liceo linguistico Eugenio Montale di Roma, senza tuttavia terminare gli studi.
Ha iniziato ad interessarsi alla musica alle scuole medie, e nel novembre 2015 viene scelto come cantante per un nuovo gruppo formato da Victoria De Angelis e Thomas Raggi. Inizialmente Damiano venne scartato perché troppo pop, ma fu successivamente richiamato. Nel 2016 il gruppo, a cui si era unito anche il batterista Ethan Torchio, vinse il Pulse - High School Band Contest e per la prima volta fece uso del nome Måneskin. Nello stesso anno esordirono con il primo concerto ufficiale a Faenza, in occasione del Meeting delle etichette indipendenti.

### Il successo con i Måneskin
Nel 2017 prende parte con i Måneskin all'undicesima edizione del talent show X Factor, dove si fa notare per il suo carisma e il suo look provocatorio. Sotto la guida di Manuel Agnelli la band ottiene il secondo posto dietro Lorenzo Licitra, ma si impone all'attenzione del pubblico grazie all'EP Chosen, prodotto da Lucio Fabbri, certificato triplo disco di platino dalla FIMI e contenente l'omonimo singolo, che riceverà il doppio platino.
L'anno seguente il gruppo consolida la sua fama grazie a numerose apparizioni televisive e il 26 ottobre pubblica il primo album in studio Il ballo della vita. Per promuovere l'album a novembre 2018 parte una tournée europea che ottiene il tutto esaurito in ognuna delle tappe e, dopo l'aggiunta di date extra in estate, si conclude il 28 novembre 2019 con un concerto al Dome di Londra.
Dopo la pausa forzata dovuta alla pandemia di COVID-19, il 30 ottobre 2020 i Måneskin pubblicano il singolo Vent'anni, primo estratto dal loro secondo album in studio  Teatro d'ira - Vol. I. Partecipano poi al Festival di Sanremo 2021, vincendolo con il brano Zitti e buoni e garantendosi la partecipazione all'Eurovision Song Contest 2021. A Rotterdam si classificano al primo posto e diventano i terzi vincitori italiani nella storia della manifestazione. Successivamente alla vittoria, la giornalista francese Mariana Grépinet ha pubblicato un tweet in cui accusava Damiano di aver sniffato cocaina mentre venivano annunciati i voti. L'accusa è stata poi smentita dall'EBU, dopo che Damiano si è sottoposto a un test anti-droga. La vittoria all'Eurovision lancia definitivamente il gruppo all'attenzione del pubblico internazionale, in particolare negli Stati Uniti grazie ai singoli Zitti e buoni e I Wanna Be Your Slave che fanno il loro ingresso nella Billboard Global 200 Excl. US. e nella Viral 50 di Spotify. Il 4 luglio 2021 la cover di Beggin' dei Four Seasons, pubblicata originariamente tre anni prima all'interno dell'EP Chosen, sale in vetta alla classifica mondiale di Spotify.
L'8 ottobre 2021 il gruppo pubblica un nuovo singolo intitolato Mammamia. Per sfruttare il successo negli USA, il singolo viene promosso al Tonight Show di Jimmy Fallon, all'Ellen DeGeneres Show e allo storico talk show Saturday Night Live. Il terzo album del gruppo, intitolato Rush! viene pubblicato il 20 gennaio 2023, debuttando al vertice delle classifiche di sei mercati oltre a quello italiano.

### Carriera solista
Il 9 settembre 2024, attraverso una breve clip sul suo profilo instagram, ha annunciato l'avvio di un progetto solista, specificando successivamente che questo non comportava la sua uscita dai Måneskin; l'11 settembre ha presenziato agli MTV Video Music Awards 2024, salendo sul palco per consegnare un premio, e sfoggiando un nuovo look classico da dandy. Il 27 settembre ha pubblicato come singolo di debutto la ballata pop Silverlines, prodotto da Labrinth e che il 22 ottobre è stato presentato al Tonight Show. Il 25 ottobre viene pubblicato il suo secondo singolo Born with a Broken Heart, nuovamente con sonorità pop che ricevono diverse critiche da parte dei fan dei Maneskin. Il brano ottiene un discreto successo, entrando in classifica in numerosi paesi e ottenendo la certificazione a disco d'oro in Francia. Il 29 dello stesso mese ha fatto il suo concerto di debutto al Poisson Rouge di New York dove ha presentato i due singoli e tre brani inediti: Next Summer, Voices e The Bruise. Il 9 dicembre ha annunciato un tour mondiale da svolgersi nell'autunno 2025. 
A febbraio 2025 ha realizzato una cover di Nothing Breaks like a Heart di Mark Ronson e Miley Cyrus per la raccolta Spotify Singles – Valentine's Day Edition. Il 12 febbraio si è esibito come ospite alla seconda serata del Festival di Sanremo 2025, dove ha cantato Felicità e Born with a Broken Heart, mentre il 28 febbraio esce il suo terzo singolo Next Summer. 
Il 12 marzo 2025 ha annunciato l'uscita del suo album d'esordio, intitolato Funny Little Fears, pubblicato il 16 maggio seguente.

### Altre attività
A maggio 2021 ha preso parte alla versione italiana del film Crudelia doppiando il personaggio di Jeffrey e prestando la voce ad Artie mentre canta I Wanna Be Your Dog degli Stooges durante la sfilata. Nel 2023 è tra gli autori (con Thasup ed Enrico Brun) del brano Duemilaminuti che Mara Sattei presenta al  Festival di Sanremo.
Ha partecipato come modello a numerose campagne pubblicitarie, fra cui quella della Maserati nel 2024. È inoltre brand ambassador per Diesel e per Bulgari.

## Vita privata
Dal 2017 al 2023 Damiano ha avuto una relazione con l'influencer Giorgia Soleri. Dal 2023 ha una relazione con l'attrice e cantante statunitense Dove Cameron.

## Stile e influenze musicali
Damiano ha dichiarato fra le sue influenze musicali Led Zeppelin, Aerosmith e Radiohead; la sua voce dal timbro roco e profondo è dovuta a una malformazione alle corde vocali. Manuel Agnelli, suo coach a X Factor ha indicato la sua arroganza e sicurezza di se sul palco come uno dei motivi del successo, spiegando inoltre che Damiano è più incline al pop che al rock rispetto agli altri compagni di band. 
Una parte integrante del suo successo come frontman è dovuta al suo look, che si è evoluto durante gli anni passando dallo stile gitano degli esordi a X Factor, alle provocazioni glam dei primi anni con i Måneskin sino allo stile classico e retrò del suo debutto solista.

## Discografia

### Da solista
- 2025 – Funny Little Fears

### Con i Måneskin
- 2018 – Il ballo della vita
- 2021 – Teatro d'ira - Vol. I
- 2023 – Rush!